# Brainia hirsuta
Brainia hirsuta is een rechtvleugelig insect uit de familie veldsprinkhanen (Acrididae). De wetenschappelijke naam van deze soort werd voor het eerst geldig gepubliceerd in 1922 door Boris Petrovich Uvarov.